# Geschichte der Juden in Österreich
Das Judentum auf dem Boden des heutigen Österreichs ist erstmals in der Römerzeit nachweisbar. Zu Beginn des 10. Jahrhunderts gab es mit der Raffelstettener Zollordnung die erste Urkunde, in der Juden in diesem Gebiet als Händler erwähnt werden. In Wien, im Burgenland und östlichen Niederösterreich erzählt eine jahrhundertelange Geschichte vom Bestehen jüdischer Gemeinden.
In anderen Landesteilen des heutigen Österreichs gab es kaum oder nur in kürzeren Geschichtsabschnitten jüdische Gemeinden sowie ab Ende des 19. Jahrhunderts in einigen Landeshauptstädten. Einige Regionen der Habsburgermonarchie waren stärker jüdisch besiedelt als andere. So gab es in nahezu allen Kronländern Österreich-Ungarns größere jüdische Minderheiten, wobei besonders Galizien und Bukowina, die Teile des heutigen Polens, der Ukraine und Rumäniens ausmachten, große jüdische Bevölkerungsanteile aufwies. Nach der rechtlichen Gleichstellung der Juden sowie bedingt durch die Industrialisierung wanderten viele Juden aus den ländlicheren Gebieten in die Städte der Monarchie aus. Zehntausende zog es nach Wien, das nach dem Zusammenbruch der Monarchie rund 200.000 Juden zählte, was etwa 90 % der Juden entsprach. In Wien entfaltete sich die jüdische Kultur in Theater, Film und Musik, und das assimilierte Judentum brachte herausragende Persönlichkeiten in praktisch allen Gesellschaftsbereichen – Wirtschaft, Wissenschaft, Kunst, Kultur – hervor (siehe Geschichte der Juden in Wien).
Nach dem „Anschluss“ Österreichs an das nationalsozialistische Deutsche Reich flohen rund zwei Drittel der österreichischen Juden vor der NS-Diktatur, etwa 65.000 wurden ermordet. Nur wenige überlebten den NS-Terror, noch weniger kehrten zurück. Nach 1945 wurden in den größten Städten kleine jüdische Gemeinden wiedergegründet. Heute leben vor allem durch Zuwanderung aus der ehemaligen Sowjetunion zwischen 8000 und 15.000 Juden in Österreich – heute wie damals überwiegend in Wien.

## Geschichte

### Römerzeit
Der älteste Nachweis für jüdisches Leben im heutigen Österreich stammt aus der Römerzeit. Es handelt sich um ein Amulett, das 2000 im Gräberfeld in Halbturn (Burgenland) in einem römischen Kindergrab aus dem 3. Jahrhundert gefunden wurde. Die langwierige Auswertung der Grabungsfunde brachte erst 2006 zu Tage, dass sich in dem Amulett ein 22 mm langes Goldblech befindet, auf dem in altgriechischen Buchstaben die wichtigste jüdische Gebetsformel Schma Jisrael eingeritzt ist. Es ist damit das älteste Zeugnis jüdischen Lebens auf heutigem österreichischen Boden.

### Mittelalter

#### Unklare Anfänge im Mittelalter
Über die Anwesenheit von Juden im Frühmittelalter ist nur sehr wenig bekannt. Zahlreiche Sagen über märchenhafte Judenreiche, welche von Juden gegründet wurden und über Städte wie Tulln, Wien, Korneuburg oder Stockerau herrschten, versuchen die Anfänge der Herrschaft in Österreich zu erklären: Die in der zweiten Hälfte des 14. Jahrhunderts entstandene „Chronik von den 95 Herrschaften“ behauptet, der Jude Abraham sei im Jahr 859 nach der Sintflut in das Land der Donau gekommen. Dieses Land soll schon von einem früher dort lebendem Juden den Namen Judeisapta (für Juden geeignet) bekommen haben. Der Jude Abraham soll sich, so die Chronik, in Stockerau niedergelassen haben, um dort eine Dynastie von Fürsten zu gründen, die bis in das Jahr 210 vor unserer Zeitrechnung in der Region geherrscht haben soll. Es handelt sich hierbei um keine aussagekräftige Quelle.
Erste Hinweise auf die Anwesenheit von Juden im Gebiet des heutigen Österreichs nach der Völkerwanderung reichen bis in die Karolingerzeit zurück. Die ersten spärlichen Quellen aus dem Frühmittelalter, in denen Juden erwähnt werden, sprechen nur von durchreisenden Personen und nicht von jüdischen Siedlungen. Konkreter ist ein Brief, vermutlich von Salzburgs Erzbischof Arn (798–821), in dem dieser einen namentlich nicht genannten Grafen bittet, ihm „jenen jüdischen oder slawischen Arzt“ zu schicken, den früher schon ein anderer Bischof in Anspruch genommen hatte.
Der erste unbestrittene Nachweis für die Anwesenheit von jüdischen Kaufleuten ist die Raffelstettener Zollordnung, die zwischen 903 und 906 entstand. Die letzte Bestimmung des in Raffelstätten erlassenen Weistums besagte, dass Kaufleute, nämlich Juden und die übrigen Kaufleute, ob sie nun aus diesem oder anderen Gebieten kamen, den rechtmäßigen Zoll sowohl von Sklaven als auch von anderen Gütern zahlen sollten, so wie es unter früheren Königen üblich war. Jüdische Kaufleute waren demnach im damaligen Fernhandel zwischen dem ostfränkischen Reich und den slawischen Gebieten eine bedeutende Gruppe.
Mit der Raffelstettener Zollordnung lässt sich aber nicht die Ansiedlung von Juden beweisen. Im Herzogtum Bayern sind Juden erstmals 981 in Regensburg nachweisbar, doch kann man nicht ausschließen, dass es auch schon früher ansässige Juden in dem Gebiet gab. Auf dem Gebiet des heutigen Österreichs gibt es jedoch etliche Ortsnamen mit dem Namensbestandteil Juden, die auf jüdische Handelsstützpunkte oder Siedlungen hinweisen. Diese Judendörfer lagen meist an wichtigen Nord-Süd-Handelswegen. Eine deren wichtigsten war das heutige Judenburg, das als mercatum Judinburch 1074 urkundlich ist. Die Beibehaltung des Namens bis zur Stadterhebung 1224 zeigt die Kontinuität der Niederlassung (Judenburger Gulden als die erste und lange auch wichtigste Goldmünze Österreichs, Niederlassung bis zur Landesverweisung 1496).
Der erste namentlich erwähnte Jude in Österreich war ein gewisser Schlom, der 1194 im Formbacher Traditionskodex erwähnt wird. Er wurde vom babenbergischen Herzog Leopold V. zum Münzmeister ernannt und zum Verwalter des herzoglichen Vermögens eingesetzt. Schlom wurde vermutlich speziell für diesen Zweck ins Land gerufen, denn zu dem Zeitpunkt bekam Leopold V. das englische Lösegeld für die Freilassung des Königs Richard Löwenherz. Nachdem ihm einer seiner Bediensteten 24 Mark gestohlen hatte, ließ Schlom ihn ins Gefängnis werfen. Die Frau des Bediensteten rief einige Kreuzritter zur Hilfe, die Schlom und fünfzehn andere Juden 1196 in einem Pogrom ermordeten. Herzog Friedrich I. verurteilte daraufhin zwei Anführer der Kreuzritter zum Tode. Diese Maßnahme beweist die Bedeutung der Juden für den Herrscher, unter dem sich die Judengemeinde in Wien rasch entwickeln konnte. Davon zeugt auch eine 1204 urkundlich belegte Synagoge in Wien. Um 1230 entstand eine jüdische Gemeinde in Wiener Neustadt und eine in Krems, 1237 in Tulln. Die Zuwanderer stammten vor allem aus den rheinländischen Städten Worms, Mainz und Trier, die sie während der Verfolgungen des Ersten Kreuzzuges 1096 verließen.

#### Blütezeit der Gemeinden
Das Städtewesen, das von den Babenbergern gefördert wurde und die städtische Bevölkerung anwachsen ließ, erforderte auch eine erhöhte Präsenz von Juden, die den ständig wachsenden Kapitalbedarf der Neubürger deckten. Auch am Herzoghof in Wien war es schon in den 1230er Jahren üblich, dass Juden als Berater tätig waren. Der bekannteste wurde der ungarische Kammergraf Teka (lateinisch „Techanus“), der erstmals 1225 auftrat. Er wird 1232 als Bürge Herzog Leopolds VI. für eine Schuld von 2000 Mark Silber genannt und war damit unmittelbar an der Beilegung eines Streites zwischen Leopold VI. und König Andreas II. von Ungarn beteiligt. Im ganzen Herzogtum entstanden im 13. Jahrhundert zahlreiche Gemeinden, vor allem im heutigen Niederösterreich. Davon zeugen noch heute Synagogenbauten, davon sind einige noch heute erhalten (die Synagoge in Korneuburg, in Bruck an der Leitha, in Hainburg, in Neunkirchen und Wiener Neustadt oder Ebenfurth). Abgesehen von solchen bescheidenen bis mittelgroßen Gemeinden existierten noch ganze Dörfer und kleine Städte mit jüdischen Gemeinden. Dies änderte sich jedoch mit den Pulkauer Verfolgungen von 1338. Von nun an konzentrierte sich die jüdische Besiedlung eher auf die größeren Gemeinden und Städten.
Juden war Ende des 12. und Anfang des 13. Jahrhunderts der Aufstieg in hohe Stellungen nicht verwehrt, auch konnten sie christliches Dienstpersonal beschäftigen. In Wien, Krems und Wiener Neustadt konnten sie größere Gemeinden bilden. Verfolgungen gab es während der ersten beiden Kreuzzüge keine, so dass die Ermordung Schloms 1196 eine Ausnahme blieb. Ein Judenrecht bildete sich erst während des Streites zwischen Kaiser Friedrich II. und Herzog Friedrich II. 1237 verhängte der Kaiser die Reichsacht über seinen Namensvetter und stellte Wien unter seine Herrschaft. Die Wiener Bürger überzeugten ihn, die Juden von allen öffentlichen Ämtern auszuschließen. 1238 war jedoch der Herzog wieder auf dem Vormarsch, und Kaiser Friedrich II. warb nach diesem Wandel um die Gunst der Juden. Im August 1238 erließ er ein Privileg für die Wiener Juden, um die Herrschaftsansprüche zu untermauern. Es beruht auf dem 1236 ausgestellten Privileg für die Juden im Reich. Doch 1240 fiel Wien wieder an den Herzog, und es kam zu einer Aussöhnung mit dem Kaiser. Am 1. Juli erklärte Herzog Friedrich II. das kaiserliche Stadtrecht von 1237 für ungültig und stellte 1244 ein herzogliches Privileg für die Juden in ganz Österreich aus, das Fridericianum. König Ottokar II. übernahm die Privilegien, 1262 kam noch das Verbot der Blutbeschuldigung dazu.
Im 14. Jahrhundert kam es im österreichischen Raum zur Ausbildung von Jeschiwot, die sich über die engen lokalen Grenzen hinaus einen Namen machen konnten. Es ist eine Entwicklung, die auch im Zusammenhang mit den Mitte des Jahrhunderts in Deutschland auftretenden Pestpogromen, denen ganze Gemeinden zum Opfer fielen, in Zusammenhang zu sehen ist. Im österreichischen Ritus und Gewohnheitsrecht (Minhag) finden sich in vielen Einzelheiten Unterschiede zu der Tradition am Rhein, in Schwaben und Franken, nicht nur bei der Aussprache des Hebräischen während des Gottesdienstes, in Wortlaut und Melodie verschiedener Gebete, sondern auch bei der Auswahl zusätzlicher Gebete. Auch in Bereichen der Reinheitsvorschriften, Schächtregeln und Speisevorschriften sowie bei Bräuchen wie Trauerriten, Beschneidungs- und Hochzeitsbräuche wichen die Riten ab. Die genaue Kenntnis dieser Unterschiede war in Gelehrtenkreisen wichtig. Zentren jüdischer Gelehrsamkeit entstanden neben Wien vor allem in Wiener Neustadt und in der Kremser Gemeinde. Die führende Gruppe der Gelehrten war großenteils untereinander verwandt und gehörte zu einer kleinen, oft auch wirtschaftlich führenden Oberschicht.
Mit der Zeit, als Folge von Berichten über Blutbeschuldigungen, Hostienfrevel, des süddeutschen Rintfleisch-Pogroms und wahrscheinlich einer Wirtschaftskrise, wuchs der Hass auf die Juden. 1338 ging eine Judenverfolgung von Pulkau aus (Beschuldigung einer Hostienschändung). Die Juden in Wien, der damals bedeutendsten Gemeinde in Österreich, sowie in Krems und Wiener Neustadt entgingen drohenden Pogromen, indem sie den Zinsfuß auf von ihnen vergebene Darlehen senkten.

### Hussitenkriege und frühe Neuzeit

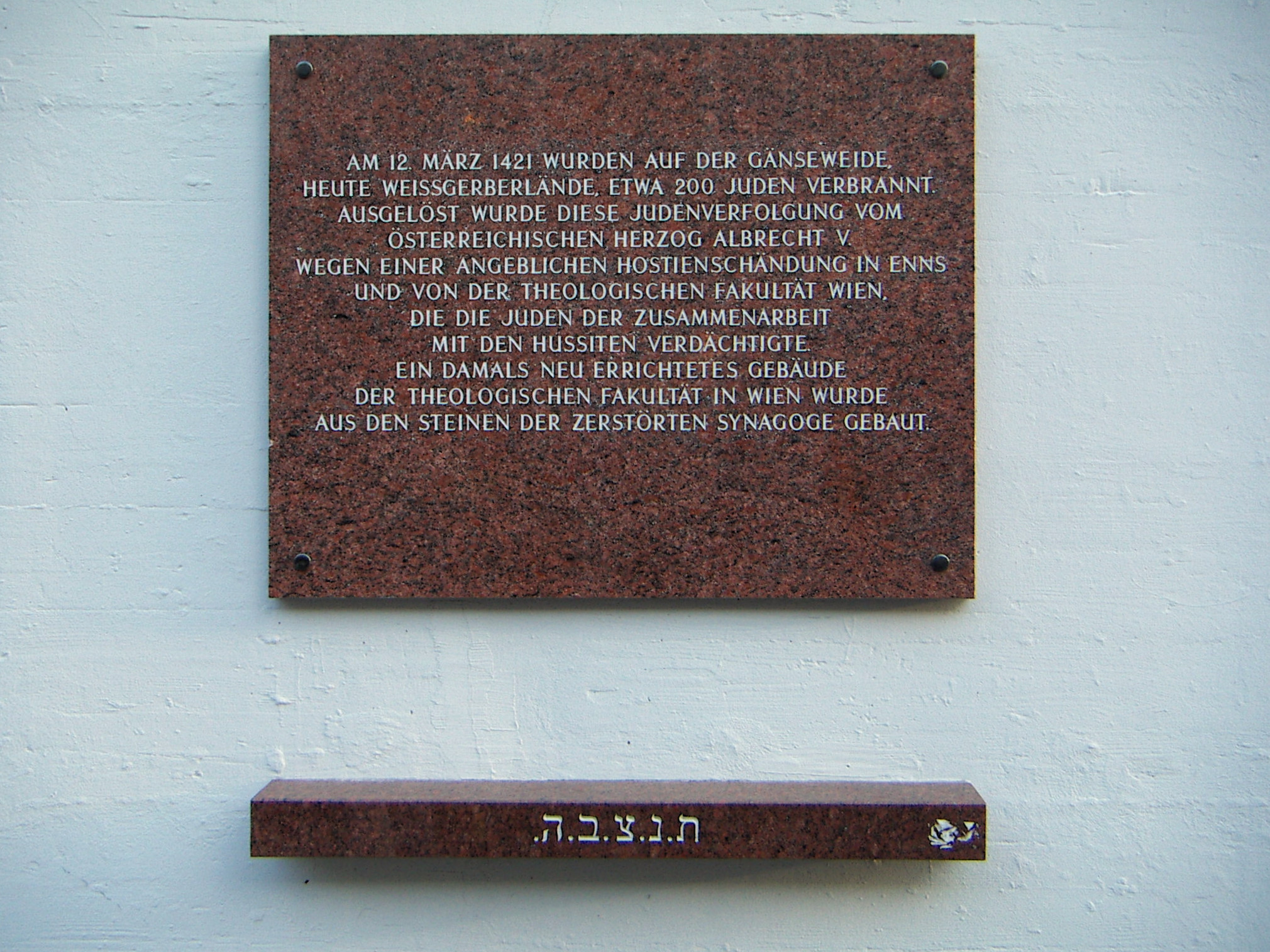
Gedenktafel in Wien-Landstraße

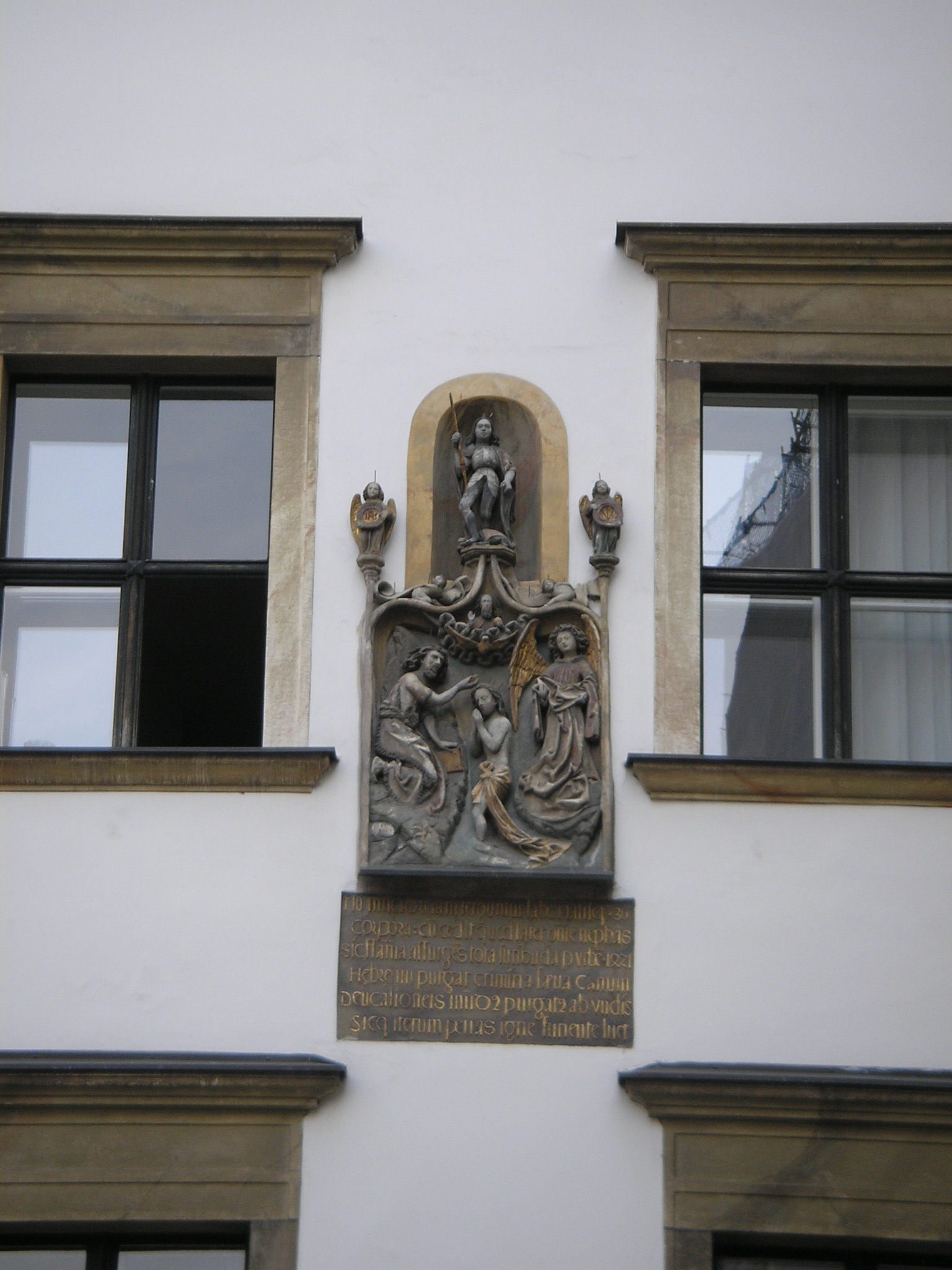
Das Relief am „Haus zum großen Jordan“

Im Zuge der Hussitenkriege wurden die Juden aus dem Herzogtum Österreich vertrieben (1420/21), da Albrecht V. sie unter anderem verdächtigte, mit den Hussiten zusammenzuarbeiten. Die damalige Vernichtung der jüdischen Gemeinden ist als „Wiener Gesera“ bekannt, woran am „Haus zum großen Jordan“ auf dem Judenplatz in Wien ein antisemitisches Relief erinnert. 1496 wurden die Juden auf Drängen der Stände von Maximilian I. aus der Steiermark und aus Kärnten vertrieben, durften sich aber am Ostrand des Reichs (Zistersdorf, Eisenstadt) ansiedeln. Ab 1551 mussten sie beim Aufenthalt in Städten und Märkten den „gelben Fleck“ tragen. In Wien stieg die Zahl der Juden am Ende des 16. Jahrhunderts wieder an, ein neuer Friedhof (Seegasse, Wien 9) wurde angelegt, und 1624 erhielten die Juden von Kaiser Ferdinand II. ein Privileg und durften sich im heutigen Gebiet der Leopoldstadt ansiedeln. 1669/70 wurden die Juden neuerlich aus Österreich vertrieben. Doch schon rund zehn Jahre später kamen Samuel Oppenheimer und Samson Wertheimer nach Wien und wirkten als Hofjuden und erhielten Privilegien.

### Zeitalter der bürgerlichen Revolutionen
Mit den Toleranzpatenten Josephs II. begann die Emanzipation auch für die traditionell ghettoisierten, damals etwa 1,5 Millionen Juden der Habsburgermonarchie. 1781 war zunächst ein Toleranzpatent für die christlichen Minderheiten erlassen worden, vor allem für die Protestanten und Griechisch-Orthodoxen, die rund ein Drittel der Bevölkerung umfassten. Es folgte 1781 das Hofdekret für die Juden Böhmens, die die größte Judenschaft (vor 1772) in der Habsburgermonarchie gestellt hatten und schon weitgehend akkulturiert waren. Auch für den nach den Schlesischen Kriegen noch bei Österreich verbliebenen Rest Schlesiens wurde 1781 ein Toleranzpatent erlassen.

#### Beginn der Emanzipation und Frühindustrialisierung
Mit dem Toleranzpatent für die Juden Wiens und Niederösterreichs 1782 wurden sie zu allen Schulen und Hochschulen zugelassen und erhielten weitgehende Gewerbefreiheit. Ausdrückliches politisches Ziel war, den Juden Zugang zu handwerklichen und landwirtschaftlichen Berufen zu gewähren und somit für den Staat ihre Nützlichkeit zu erhöhen. Einwanderung blieb ihnen aber ebenso verboten wie der Erwerb von Haus- und Grundbesitz und die Einfuhr jüdischer Schriften. 1788 wurde die Militärpflicht auf sie ausgedehnt.

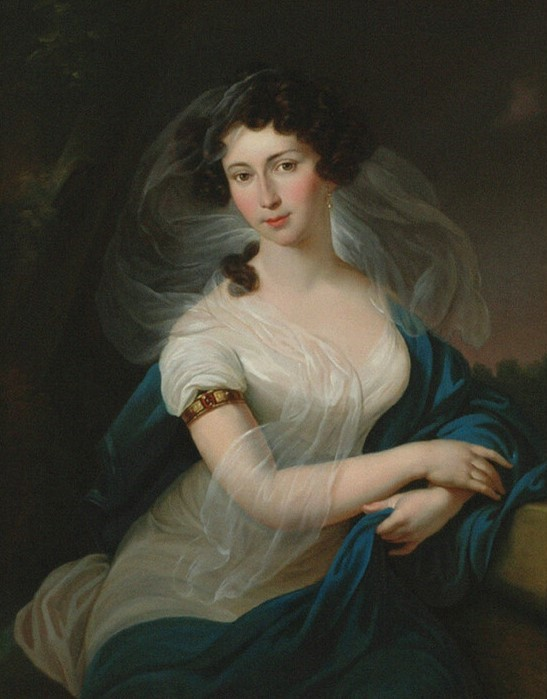
Fanny von Arnstein

Zahlreiche Sondergesetze schränkten diese Gleichstellungsansätze wieder ein. Einigen Wiener jüdischen Familien gelang jedoch ein aufsehenerregender sozialer Aufstieg (Arnstein, Eskeles, Königswarter, Hönigstein), der zur Zeit der Freiheitskriege gegen Napoleon beschleunigt wurde. Für monarchistische Beamte wie Friedrich von Gentz, den Berater Fürst Metternichs, waren Juden „geborene Repräsentanten des Atheismus, Jakobinismus, der Aufklärerei“. Das hinderte ihn nicht, beim Wiener Kongress im Salon von Fanny von Arnstein (geb. Itzig) zu verkehren. Die Salongesellschaft ermöglichte in Wien wie auch in Berlin im ausgehenden 18. Jahrhundert regelmäßige und intensive häusliche Kontakte zwischen Menschen unterschiedlicher Stände und unterschiedlicher religiöser Bekenntnisse. Vor allem bot sie Frauen die Möglichkeit, am gesellschaftlichen Leben teilzunehmen. Frau von Arnstein, die es zeitlebens ablehnte, sich taufen zu lassen, versammelte regelmäßig am Dienstagabend eine illustre Gesellschaft von Diplomaten und Aristokraten, darunter Wilhelm von Humboldt, den päpstlichen Nuntius in Wien, Kardinal Severoli, den Duke of Wellington oder Fürst Karl August von Hardenberg. Sie versuchte, auf die während des Kongresses behandelten Probleme ihrer Glaubensgenossen Einfluss zu nehmen.
Die politischen Versuche, die Juden stärker für die wirtschaftliche Entwicklung nutzbar zu machen, hatten jedoch zunächst nur wenig Erfolg. Die weiterhin in christlichen Gilden und Zünften organisierten Berufe wehrten die aufkommende jüdische Konkurrenz nach Kräften ab. Juden blieben weiterhin weitgehend auf den Handel angewiesen und gelangten nur langsam in andere Wirtschaftszweige. In den Städten gelang es den Juden besser als auf dem Land, Zugang zu handwerklichen Berufen zu finden. Der Fernhandel der Juden, die relativ krisensichere Belieferung der Armee mit Uniformen, auch die Pachtung der Tabakregie erwiesen sich als Ausgangspunkte für den Aufbau jüdischer Manufakturen. Mit der Hilfe von Handelskapital konnten Juden eigene Fabriken aufbauen. Nachdem die Einfuhr von Rohbaumwolle freigegeben worden war, gelang es den Juden in Böhmen zum Leidwesen der Leinen- und Wollgewerke, die seit Jahrhunderten die Stoffbranche dominiert hatten, die schnell anwachsende Baumwollindustrie zu ihrer Domäne zu machen. Die Schneiderzünfte in Mähren konnten trotz heftiger Proteste nicht verhindern, dass kapitalkräftige jüdische Großhändler aus dem traditionell von Juden betriebenen Ausbessern und Umarbeiten von Kleidern und Uniformen eine regelrechte Konfektionsindustrie entwickelten, die nun ihrerseits einer Vielzahl von jüdischen Subunternehmern, die den Vertrieb in Städten und Dörfern übernahmen, Brot gab. Auch jüdischen Bankhäusern gelang die Expansion in Wirtschaftsbereiche, die in dieser frühindustriellen Zeit expandierten. Die von Salomon Rothschild in Wien finanzierte Kaiser Ferdinands-Nordbahn von Wien nach Galizien war an die 400 Kilometer lang und beschäftigte mit ihrem Bau 14.000 Arbeiter.
Da sich die Angleichung der jüdischen Rechte an die der anderen Bürger schneller in der Stadt auswirkte, zogen viele Juden in die Städte. Prag wies schon um 1800 mit 8500 Juden, was einem Bevölkerungsanteil von 10,6 % entsprach, den höchsten Anteil an jüdischer Bevölkerung unter allen Großstädten im deutschsprachigen Raum auf. 1848 waren es 11.700. Das waren etwa 40 % der Juden Böhmens, die übrigen hatten sich verstreut in ländlichen Gemeinden niedergelassen. In Mähren dagegen durften Juden sich bis 1848 nicht in Dörfern ansiedeln. Sie lebten hier vorwiegend in Städten, und Brünn entwickelte sich für sie zum Anziehungspunkt. Um 1800 gab es unter den Juden in Böhmen und Mähren zwar auch eine große Zahl von Armen, ihre wirtschaftliche Lage war jedoch besser als in vielen anderen Regionen. Das war Grund genug, um mit den jeweiligen Obrigkeiten zusammen zu versuchen, das „Einschleichen“ von Juden aus dem unvorstellbar armen Galizien, die häufig Bettler, Diebe und Gauner waren, zu verhindern. Wien dagegen zählte um 1800 erst 500–600 Juden bei einer Gesamtbevölkerung von etwa 200.000. Nur einzelne privilegierte Familien wurden hier geduldet. 1848 war in Wien die jüdische Bevölkerung auf 4000 angestiegen, was einem Anteil von 0,8 % entsprach, und die erste jüdische Gemeinde in Wien konstituierte sich.

#### Restauration nach 1815
Vor den Freiheitskriegen gegen Napoleon traten katholische Romantiker wie Friedrich Schlegel, Franz von Baader und Klemens Maria Hofbauer für die passiven Bürgerrechte der Juden ein, setzten aber auch antijudaistische Vorurteile fort. Die 1815 begründete Heilige Allianz der Herrscher Preußens, Russlands und Österreichs betrachtete die christliche Religion als erklärte Grundlage ihrer Politik, vertrat das Gottesgnadentum der Fürsten und stand am Anfang einer restaurativen Phase. Es entstand eine Fortschrittsfeindlichkeit und hinsichtlich der Juden eine Unwilligkeit, ihre Emanzipation fortzusetzen. Der Gesellschaftstheoretiker Adam Heinrich Müller, ein führender Vertreter der deutschen Romantik und Mitglied der Christlich-deutschen Tischgesellschaft, verlangte 1823 in einem Gutachten das Heiratsverbot zwischen Juden und Christen und die Rücknahme erreichter Gleichstellung. In reaktionärer, der vorindustriellen Welt zugewandter Grundhaltung wandte er sich gegen die Modernisierungen, die von der Wirtschaftstätigkeit der Juden herrührten, und setzte Judentum und Kapitalismus gleich.

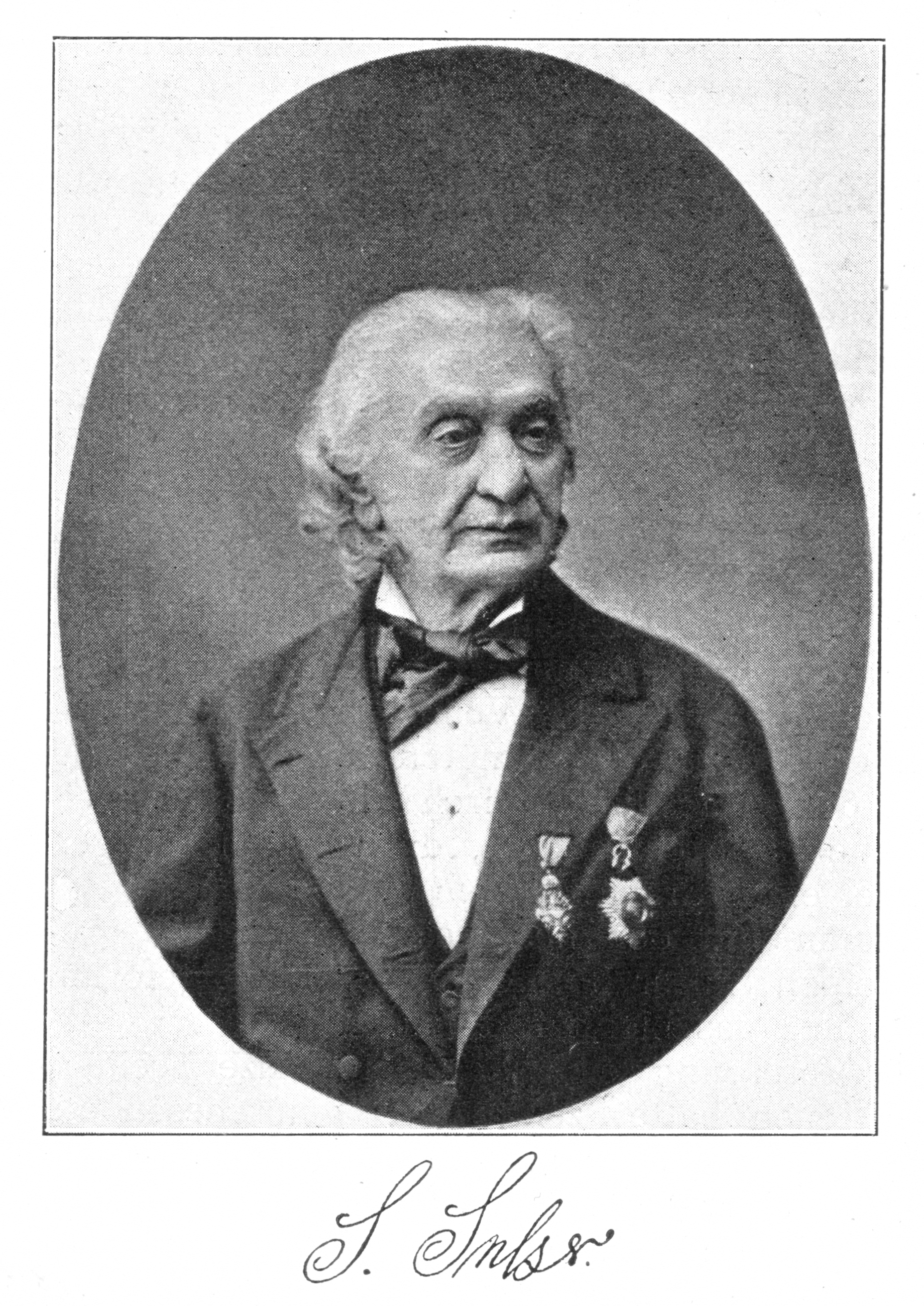
Salomon Sulzer

Währenddessen begann bei den städtischen jüdischen Gemeinden die Assimilation in Form einer Reformbewegung. Ausgehend von Wien glich sich der vorher traditionelle aschkenasische Gottesdienst, der in weiten Teilen auch eine Gemeindeversammlung mit profanen Elementen wie der turbulenten Versteigerung der Sitzplätze in der Synagoge war, dem christlichen Gottesdienst an. Laienprediger verdrängten mit deutscher Sprache die jiddische Sprache und stellten damit auch den Primat der Rabbiner in Frage. Unter Isaak Noah Mannheimer und Salomon Sulzer entstand der „Wiener Ritus“, den neben einer deutschen Predigt strenge Anstandsregeln und ein hohes musikalisches Niveau des Kantors kennzeichnete. Von Wien aus verbreitete sich der Wiener Ritus über Böhmen und Galizien in die ganze Welt und wird auch heute noch verwendet.

### Zwischen der Revolution von 1848 und rechtlicher Gleichstellung
Manche Juden entschlossen sich, zum Christentum zu konvertieren. Erst mit zunehmender Akzeptanz der Juden um die Jahrhundertmitte ging die Häufigkeit der Konversionen zurück. Einer der prominentesten Konvertiten war Johann Emanuel Veith, der 1831 am Wiener Stephansdom Hofprediger wurde. Er blieb seiner jüdischen Gemeinde verbunden. Als die Blutbeschuldigungen gegen die Juden von Damaskus aufkamen, schwor er von der Kanzel herab auf den Gekreuzigten, dass diese Anschuldigungen offensichtlich falsch seien. Mit judenchristlichen Freunden rief Veith im Mai 1848 den Wiener Katholikenverein ins Leben, der nicht nur Freiheit für die Kirche gegenüber dem Staat, sondern auch größere Freiheit in der Kirche anstrebte. Auch Paulus Cassel wurde evangelischer Prediger und schrieb wichtige Werke zur jüdischen Geschichte. Er nahm die Juden vor den Anschuldigungen Heinrich von Treitschkes und Adolf Stoeckers in Schutz.

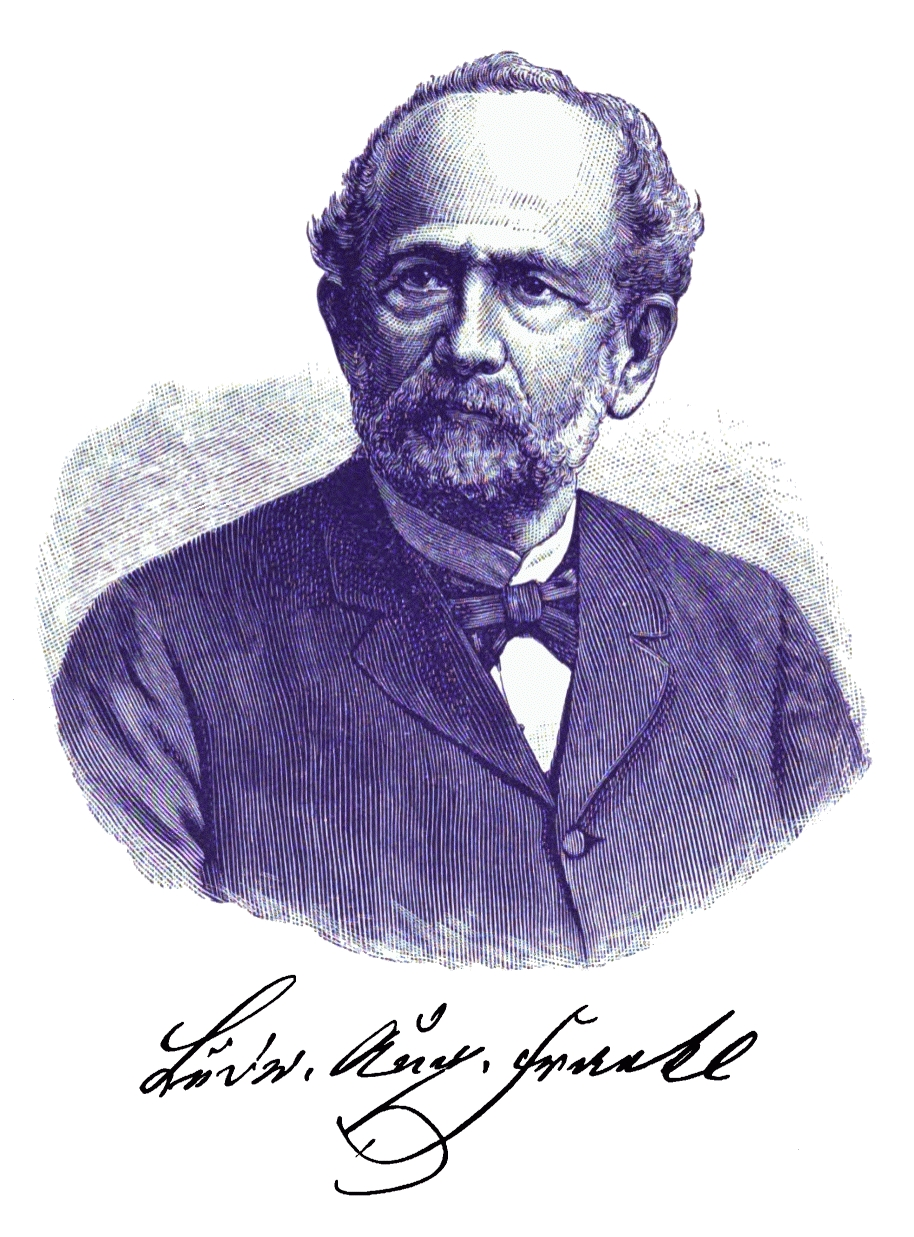
Ludwig August Frankl, der Dichter der Revolution von 1848

In der Märzrevolution 1848 engagierten sich Akademiker, darunter viele gebildete Juden, meist für den Liberalismus. Adolf Fischhofs Rede über Pressefreiheit im Hof des Niederösterreichischen Landhauses in Wien gilt als Auftakt der Revolution, Ludwig August Frankls Gedicht Die Universität, am Beginn der Revolution von 1848 entstanden, wurde das wohl bekannteste Revolutionslied. Viele Juden kämpften mit den Christen auf den Barrikaden. Im Revolutionsjahr war es noch möglich, dass der jüdische Prediger Isaak Noah Mannheimer und der Kantor Salomon Sulzer zusammen mit katholischen und protestantischen Geistlichen an einem Gemeinschaftsgrab auf dem Schmelzer Friedhof standen, um die Gefallenen der Märztage zu ehren. Es war aber nur eine kurze Zeit, bald nahmen die Spannungen zu. In Wiens Armenvierteln wurde der Ruf laut: „Schlagt die Juden tot!“, begleitet von einzelnen Gewalttaten. Trotzdem brachte die Pillersdorfsche Verfassung den Juden endlich die ersehnte volle Gleichstellung bei den Bürgerrechten und Religionsfreiheit in Österreich. Dies nahm die Restauration zum Teil wieder zurück: 1851 mussten jüdische Beamte ihre Staatstreue beeiden, 1853 wurde Juden Grunderwerb erneut verboten, 1855 auch das Notariat und Lehrerberufe.
Eigene Zeitungen blieben ihnen erlaubt, so dass sie im Verlagswesen häufiger führende Positionen errangen. Daraufhin entstand eine antisemitische katholische Gegenpresse, die nun dauerhaft gegen das „demokratische Judengesindel“ hetzte und es mit Liberalismus, Kapitalismus und Kommunismus gleichsetzte. Führend darin war der Artillerieoffizier Quirin Endlich, der „Judenfresser von Wien“. Auch Eduard von Müller-Tellering, Journalist für die Neue Rheinische Zeitung von Karl Marx, griff Juden in seiner Schrift „Freiheit und Juden“ als „Wucherer“ (Vertreter des Kapitals) und „Freigeister“ (Vertreter der Demokratie) an, griff aber auch auf die alte Ritualmordlegende zurück. 1848 gründete Sebastian Brunner die Wiener Kirchenzeitung und machte sie zu seinem Sprachrohr eines scharfen kirchlich-katholischen Antisemitismus.

### Österreich-Ungarische Monarchie

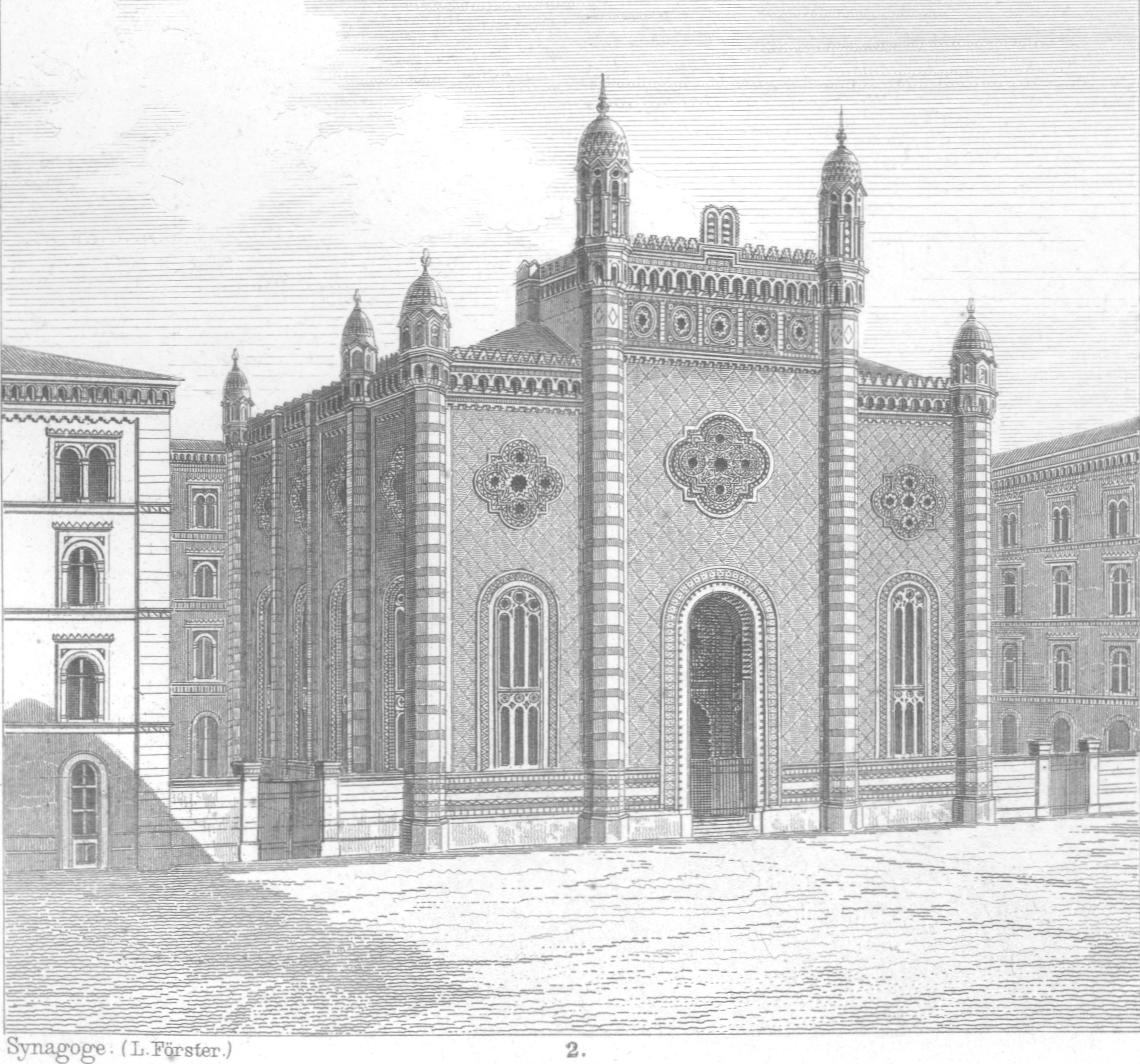
Der Leopoldstädter Tempel vor 1879

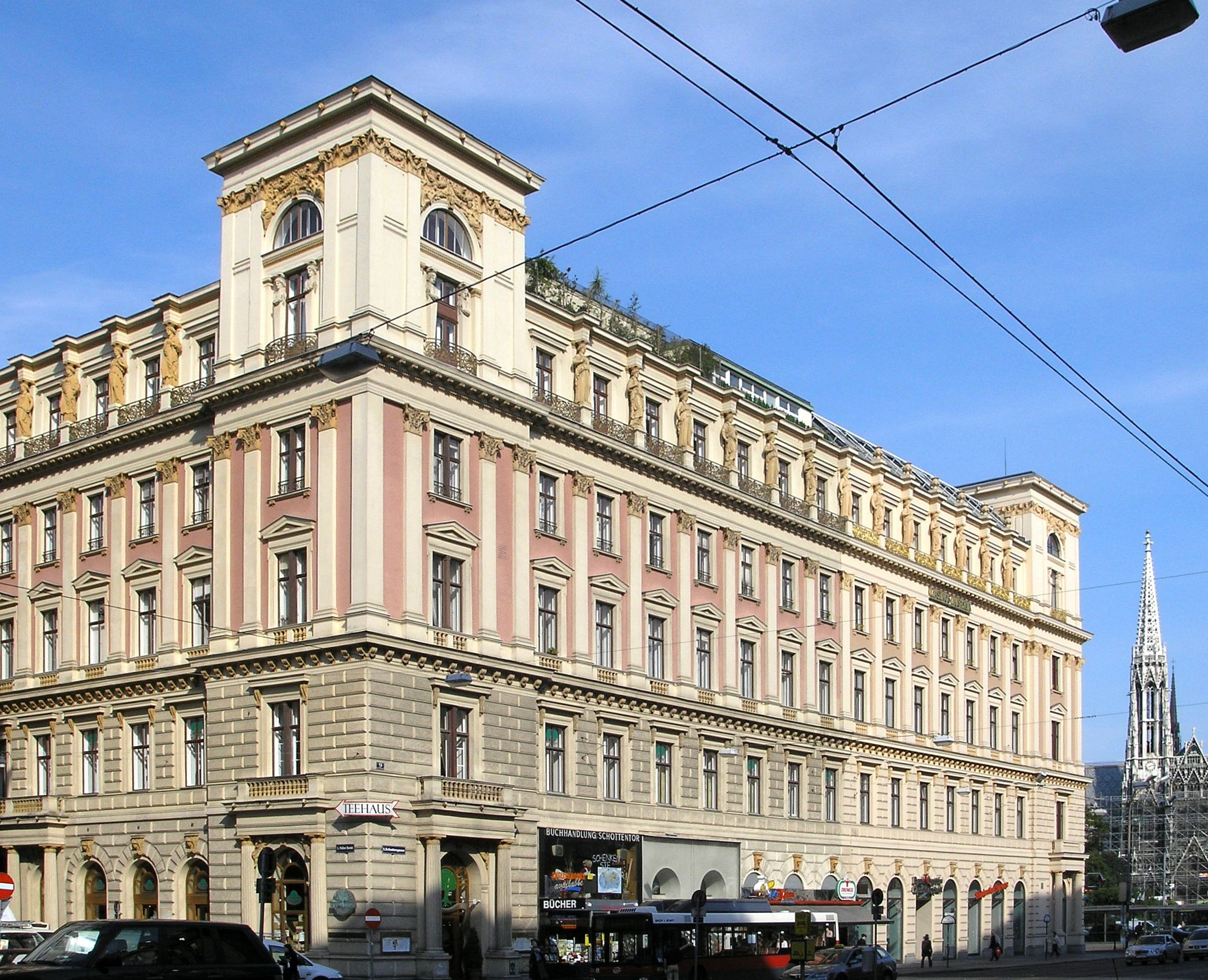
Palais Ephrussi

1867 wurde im Österreichisch-Ungarischen Ausgleich die Emanzipation der Juden im Habsburgerreich vollendet. Durch die Dezemberverfassung wurde den Juden erstmals in ihrer Geschichte in ganz Österreich der ungehinderte Aufenthalt und die Religionsausübung gestattet. 40.000 Juden bildeten bereits 6,6 % der Einwohnerzahl Wiens und hatten damit die alten jüdischen Bevölkerungszentren der Habsburger wie Prag, Krakau und Lemberg überflügelt. 1854–58 wurde der Leopoldstädter Tempel gebaut, der zu den imposantesten Synagogen in Europa gehörte. Die meisten Einwanderer Wiens waren aus der ungarischen Reichshälfte gekommen, gefolgt von Böhmen und Mähren. Auch galizische Juden waren gekommen, getrieben von Überbevölkerung, Hungersnöten und Choleraepidemien. Als die polnische Nationalisierungskampagne sie in den 1870er Jahren zunehmend aus dem Wirtschaftsleben verdrängte, emigrierten sie in Massen. Die Urbanisierung konzentrierte die vordem kleinstädtische und dörfliche Judenheit in den Großstädten. Auch in Städten wie Graz, Linz, Innsbruck und anderen entstanden eigene jüdische Gemeinden. Einigen wenigen Familien gelang es, durch ihre Geschäftstätigkeit im Bankwesen, beim Eisenbahnbau und in industriellen Bereichen sowie im Handel, hier insbesondere im Textilhandel, großen Wohlstand zu erreichen. Der überwiegende Teil der jüdischen Bevölkerung war aber dem Kleinbürgertum zuzurechnen.
Mit dem noch heute geltenden Israelitengesetz von 1890 (Gesetz vom 21. März 1890 betreffend die Regelung der äußeren Rechtsverhältnisse der israelitischen Religionsgesellschaft, zuletzt geändert mit BGBl. Nr. 505/1994) wurde ein Gesetz geschaffen, welches das Verhältnis der verschiedenen Kultusgemeinden zum Staat auf eine einheitliche Rechtsgrundlage stellte.

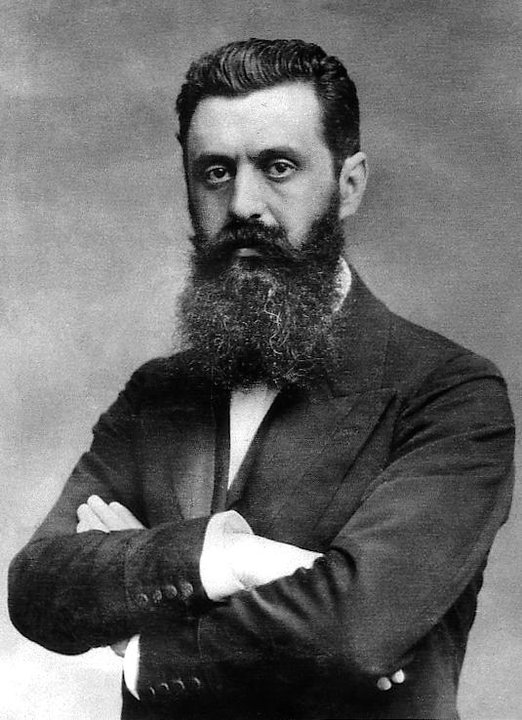
Theodor Herzl

Da die meisten erfolgreichen Juden eher deutsch-liberal gesinnt waren, verband sich die Liberalismuskritik mit einem starken Antisemitismus, der zuerst durch religiöse Argumente und später durch die wirtschaftlich-sozialen (wie Karl Lueger 1844–1910; 1897 bis 1910 Wiener Bürgermeister) bis hin zu den rassistischen (vor allem mit Georg von Schönerer, 1844–1921) zunehmend an Bedeutung gewann.
1885 wurde (auch um dem entgegenzuwirken) die Union österreichischer Juden gegründet. Um eine Assimilation zu verhindern, bildete sich auch eine Jüdischnationale Partei und 1882 die jüdische nationale Studentenverbindung Kadimah. Antiassimilations- und nationale Bestrebungen wirkten mit der Begründung des theoretischen Zionismus durch Theodor Herzl zusammen. Unter der geistigen Führung von Zwi Perez Chajes, der ab 1917 Oberrabbiner der Israelitischen Kultusgemeinde Wien war, setzten sich auch die Zionisten in der Leitung der Kultusgemeinde durch.
Viele bedeutende Künstler und Wissenschaftler jüdischer Herkunft bereicherten das österreichische Geistesleben:
Alfred Adler, Peter Altenberg, Leo Ascher, Róbert Bárány, Martin Buber, Edmund Eysler, Leo Fall, Sigmund Freud, Alfred Fried, Karl Goldmark, Hugo von Hofmannsthal, Emmerich Kálmán, Karl Kraus, Selma Kurz, Karl Landsteiner, Robert von Lieben, Gustav Mahler, Adam Politzer, Arthur Schnitzler, Arnold Schönberg, Eduard Suess, Bruno Walter u. a. m. Zur Förderung des kulturellen, geistigen und auch sozialen Lebens spielte das Mäzenatentum der Juden eine bedeutende Rolle.

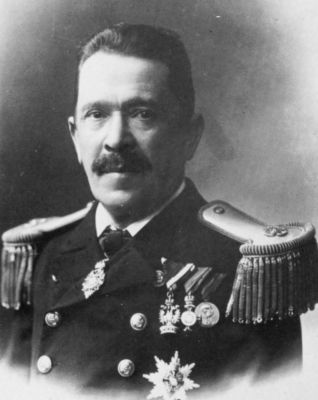
Siegfried Popper
(1848–1933)

Auch im Militär spielten Juden eine Rolle. So gab es zwei Feldmarschälle und sechs Generäle jüdischen Glaubens; an 76 jüdische Soldaten wurden im Ersten Weltkrieg Goldene Tapferkeitsmedaillen verliehen. Im Jahr 1897 gab es knapp 2.000 jüdische Reserveoffiziere, was einen überdurchschnittlichen Anteil von 17 Prozent am gesamten Reserveoffizierskorps darstellte. Siegfried Popper konstruierte fast alle Schiffe der österreichisch-ungarischen Marine, die zwischen 1885 und 1914 gebaut wurden.
1902 entstand aus einer Stiftung von Charlotte Lea Merores geb. Itzeles ein Mädchenwaisenhaus in der Bauernfeldgasse.
1909 wurde mit dem SC Hakoah Wien auch ein Sportverein als Zeichen der Identität gegründet.
|                                    | Römisch- Katholisch | Griechisch- uniert | Israelitisch | Griechisch- orientalisch (nichtuniert) | Evangelisch | Andere | In Zahlen  |
|                                    | in %                | in %               | in %         | in %                                   | in %        | in %   |            |
| ---------------------------------- | ------------------- | ------------------ | ------------ | -------------------------------------- | ----------- | ------ | ---------- |
| Niederösterreich (damals mit Wien) | 92,4                | 00,1               | 05,1         | 00,1                                   | 01,9        | 0,4    | 03.100.493 |
| Oberösterreich                     | 97,5                | 00,0               | 00,2         | 00,0                                   | 02,2        | 0,1    | 00.810.246 |
| Salzburg                           | 99,2                | 00,0               | 00,1         | 00,0                                   | 00,6        | 0,1    | 00.192.763 |
| Steiermark                         | 98,7                | 00,0               | 00,2         | 00,1                                   | 00,9        | 0,1    | 01.356.494 |
| Kärnten                            | 94,4                | 00,0               | 00,1         | 00,0                                   | 05,5        | 0,0    | 00.367.324 |
| Krain                              | 99,8                | 00,1               | 00,0         | 00,1                                   | 00,0        | 0,0    | 00.508.150 |
| Triest und umliegende Gebiete      | 95,1                | 00,0               | 02,8         | 00,8                                   | 00,8        | 0,5    | 00.178.599 |
| Görz und Gradiska                  | 99,7                | 00,0               | 00,1         | 00,0                                   | 00,1        | 0,1    | 00.232.897 |
| Istrien                            | 99,6                | 00,0               | 00,1         | 00,1                                   | 00,1        | 0,1    | 00.345.050 |
| Tirol                              | 99,5                | 00,0               | 00,1         | 00,0                                   | 00,3        | 0,1    | 00.852.712 |
| Vorarlberg                         | 98,7                | 00,0               | 00,1         | 00,0                                   | 00,7        | 0,5    | 00.129.237 |
| Böhmen                             | 96,0                | 00,0               | 01,5         | 00,0                                   | 01,2        | 1,3    | 06.318.697 |
| Mähren                             | 95,4                | 00,0               | 01,8         | 00,0                                   | 01,1        | 1,7    | 02.437.706 |
| Schlesien                          | 84,7                | 00,1               | 01,8         | 00,0                                   | 13,4        | 0,0    | 00.680.422 |
| Galizien                           | 45,8                | 42,4               | 11,1         | 00,0                                   | 00,5        | 0,2    | 07.315.939 |
| Bukowina                           | 11,9                | 03,2               | 13,2         | 68,5                                   | 02,5        | 0,7    | 00.730.195 |
| Dalmatien                          | 83,7                | 00,0               | 00,1         | 16,2                                   | 00,0        | 0,0    | 00.593.784 |
| Gesamt                             | 79,0                | 12,0               | 04,7         | 02,3                                   | 01,4        | 0,6    | 26.150.708 |

### Erster Weltkrieg
Zu Beginn des Ersten Weltkriegs, als die österreichisch-ungarische Armee zuerst weit zurückgedrängt wurde und auch Lemberg verlor, flüchteten rund 50.000 (laut damaligen Polizeiangaben) bis 70.000 (laut der Arbeiter-Zeitung) Juden aus Galizien vor Massakern der russischen Armee nach Wien. Etwa 25.000 davon blieben. Die jüdische Gemeinde in Österreich zählte damals etwas über 200.000 Mitglieder.

### Erste Republik

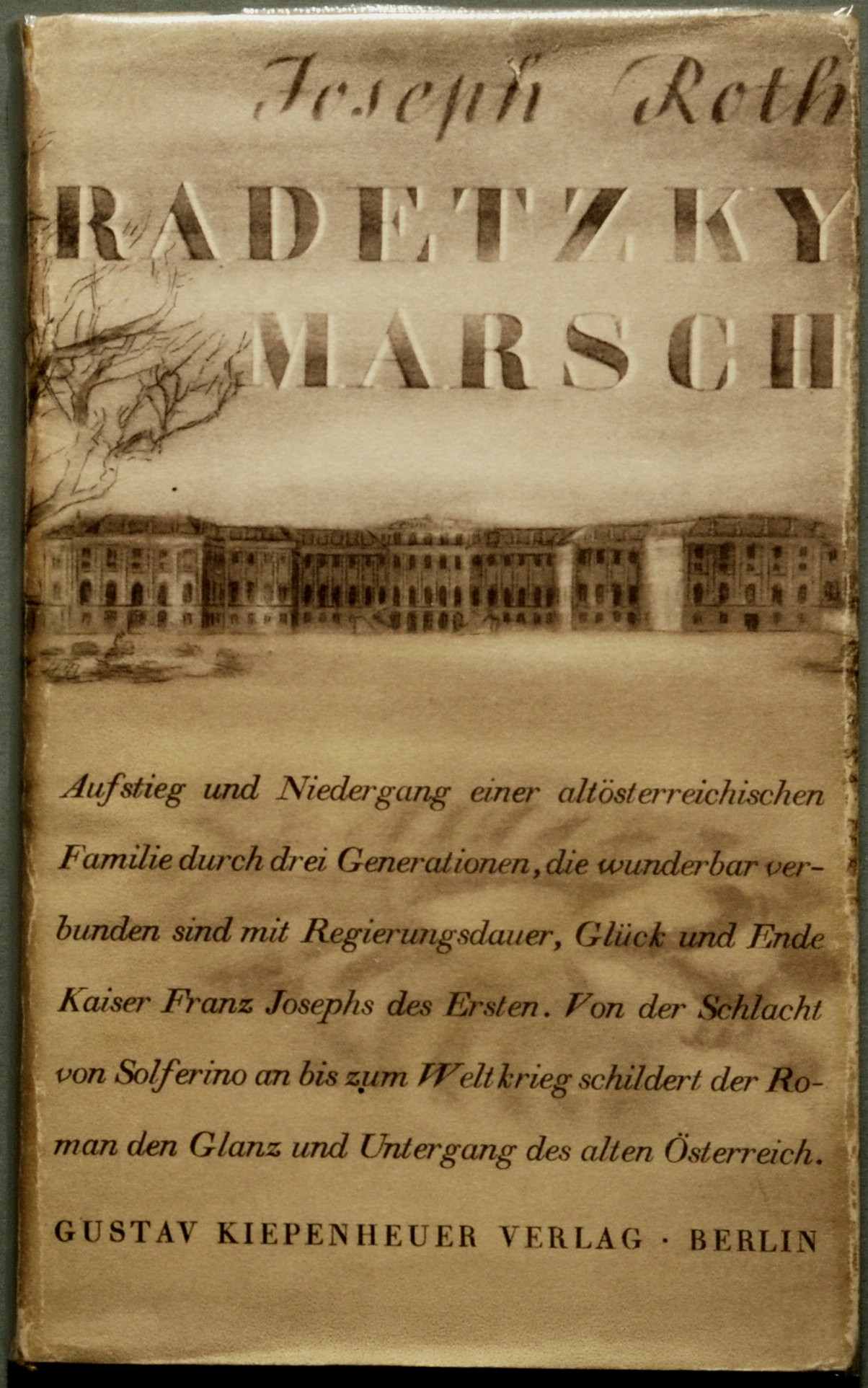
Roths grandioser Abgesang auf die Monarchie

Die Geschichte des Staates in dieser Zeit wurde entscheidend von Juden bestimmt, einerseits von Finanziers wie Louis Nathaniel von Rothschild (Hauptaktionär der Creditanstalt), Wilhelm Berliner (Eigentümer der zweitgrößten Europäischen Lebensversicherung) und anderseits von jüdischen Sozialdemokraten und Austromarxisten wie Otto Bauer und Julius Deutsch.
Da mit dem Vertrag von Saint-Germain die volle (auch öffentliche) Religionsfreiheit in Österreich gesichert wurde, konnte 1919 eine jüdische höhere Schule, das Jüdische Privatrealgymnasium in der Drahtgasse (später Chajesrealgymnasium Castellezgasse), eröffnet werden. Diese Schule war das erste nichtchristliche Gymnasium Österreichs.
Im kulturellen Leben spielten Juden ebenfalls eine wichtige Rolle, sei es in der Kleinkunst, in Film und Theater oder auch der Literatur. Eine der bedeutendsten Kleinkunstbühnen der Zwischenkriegszeit, das Budapester Orpheum in Leopoldstadt, das Zentrum des jüdischen Lebens in Wien, brachte einige große Kabarettisten und Coupletmusiker hervor, so etwa Heinrich Eisenbach, Fritz Grünbaum, Karl Farkas, Georg Kreisler oder auch Armin Berg. In der Literatur zählten die Juden Friedrich Torberg, Felix Salten und Joseph Roth zu den großen Namen. Ein weiterer bekannter österreichischer Schriftsteller dieser Jahre, Hugo Bettauer, wurde Opfer des ausgeprägten Antisemitismus dieser Zeit. Er wurde 1925 nach antisemitischer Hetze von einem Anhänger der NSDAP ermordet.
Bedeutende Film- und Theaterschaffende in Österreich waren unter anderem Jakob Fleck, Alfred Deutsch-German, Max Neufeld oder auch der Filmarchitekt Artur Berger. In führenden Funktionen des österreichischen Films fanden sich ebenfalls Juden, so etwa der letzte Direktor der Sascha-Film, Oskar Pilzer, der von 1933 bis 1938 die Geschicke dieser größten österreichischen Filmgesellschaft leitete, bis er einige Monate vor dem „Anschluss“ zum Verkauf genötigt und wenig später zur Flucht gedrängt wurde. An der Sascha-Film war auch der Filmproduzent Arnold Pressburger, ebenfalls österreichischer Jude, viele Jahre beteiligt. In den 1920er Jahren verlagerte er seine Hauptaktivität jedoch nach Deutschland, wo er in den 1930er Jahren schließlich enteignet wurde und flüchtete.
Sowohl die klassische Musik als auch die leichte Muse, wie Operetten- und Schlager- sowie Filmmusik waren ein weites Betätigungsfeld für viele schöpferische und ausübenden Künstler, wie etwa Alfred Grünwald, Rudolf Kolisch, Erich Wolfgang Korngold, Fritz Kreisler, Fritz Löhner-Beda, Hermann Leopoldi, Erika Morini, Arnold Rosé, Franz Schreker, Oscar Straus, Richard Tauber, Gisela Werbezirk oder Erich Zeisl.
Zwischen 1933 und 1938 wurde Österreich Zufluchtsort für viele jüdische Kulturschaffende aus Deutschland. 1934 zählte Österreich bei der Volkszählung 191.481 Juden. Davon lebten 176.034 in Wien, 7.716 in Niederösterreich, 3.632 im Burgenland, 2.195 in der Steiermark, 966 in Oberösterreich, 239 in Salzburg, 269 in Kärnten, 365 in Tirol und 42 in Vorarlberg. Nicht berücksichtigt sind hierbei jene Personen mit zwei oder einem jüdischen Großelternteil, die von den Nationalsozialisten als „jüdische Mischlinge“ („Halb-“ bzw. „Vierteljuden“) ebenfalls verfolgt wurden.

### Nationalsozialismus
In der SPÖ waren viele Juden in führenden Positionen tätig (vom Parteigründer Victor Adler über Otto Bauer, Julius Deutsch, Hugo Breitner und Julius Tandler zu Bruno Kreisky und viele anderen).
Antisemitische Hetze hatte es auch in Österreich bereits lange vor dem Anschluss Österreichs im März 1938 gegeben. Hitler selbst, der 1909 als 20-Jähriger nach Wien gezogen war und dort die Schriften des Rassenideologen und Antisemiten Jörg Lanz von Liebenfels und die antisemitische Polemik von Politikern wie Georg Ritter von Schönerer (Alldeutsche Bewegung) und dem Wiener Bürgermeister Karl Lueger kennen gelernt hatte, war von diesem Milieu mitgeprägt. In der Zwischenkriegszeit waren sowohl Vertreter politischer Parteien als auch der katholischen Kirche gegen Juden und das Judentum aufgetreten. 1925 warnte etwa Bischof Sigismund Waitz vor der „Weltgefahr des habgierigen, wucherischen, ungläubigen Judentums, dessen Macht unheimlich gestiegen“ sei, und auch die Christlichsoziale Partei bediente sich im Wahlkampf teils offen antisemitischer Klischees. Der Austrofaschismus ab 1934 drängte Juden in der Organisation des katholischen „Ständestaates“ an den Rand der Gesellschaft (vgl. Klerikalfaschismus). „Kauft nicht bei Juden“ war schon vor der Eingliederung des Landes in das nationalsozialistische Deutsche Reich eine bekannte Parole.
Mit dem „Anschluss“ Österreichs 1938 an das faschistisch regierte Deutsche Reich und seine rassistischen Gesetze begann die systematische Ausgrenzung der Juden. 1938 lebten in Österreich, nachdem viele schon zuvor emigriert waren, zwischen 201.000 und 214.000 Menschen, die gemäß den Nürnberger Gesetzen als „Voll-, Halb- oder Vierteljuden“ galten (davon rund 180.000 in Wien), darunter 181.882 „Volljuden“ in ganz Österreich bzw. 167.249 in Wien. Die jüdische Bevölkerung setzte sich sehr heterogen zusammen. Es gab sowohl eine etablierte großbürgerliche und mittelständische Schicht als auch eine große Unterschicht. 1935 waren nur 47.782 Mitglieder der IKG wohlhabend genug, Kultussteuern zu bezahlen.
In den Monaten nach dem Anschluss mussten die im Land zu Juden deklarierten Bürger nach Wien übersiedeln. Es kam zu Enteignungen und pogromartigen Übergriffen, die viele von ihnen in den Suizid trieben. Auch Egon Friedell, der noch am 11. März 1938 an Ödön von Horváth geschrieben hatte: „Jedenfalls bin ich immer in jedem Sinne reisefertig“, nahm sich fünf Tage später durch einen Sprung aus dem dritten Stock das Leben.
Während des Novemberpogroms („Reichskristallnacht“) wurden in Wien, Klagenfurt, Linz, Graz, Salzburg, Innsbruck und mehreren niederösterreichischen Städten Juden und jüdische Einrichtungen wie Synagogen zu Opfern gewalttätiger Übergriffe. Insgesamt wurden dabei 27 Menschen getötet, darunter auch Richard Berger, der Vorstand der Israelitischen Kultusgemeinde für Tirol und Vorarlberg in Innsbruck. Etwa 6.500 Juden wurden verhaftet, von denen die Hälfte in deutsche Konzentrationslager deportiert wurde, vor allem ins Konzentrationslager Dachau bei München.
Ein Jahr nach dem Anschluss lebten in Wien noch ca. 91.000 so genannte „Volljuden“ und 22.000 „Mischlinge“. Ab 1940 wurden die in der Ostmark verbliebenen Juden in großer Zahl in das KZ Theresienstadt oder eines der Ghettos im besetzten Polen deportiert. Baldur von Schirach, als Gauleiter von Wien dafür verantwortlich, bezeichnete dies als seinen „Beitrag zur europäischen Kultur“. Am 1. November 1942 wurde die Wiener Kultusgemeinde aufgelöst. Über 59.000 Mietwohnungen wurden bis Kriegsende in Wien „arisiert“. Die Verbrechen in der Shoa kosteten etwa 65.500 jüdische Österreicher das Leben – 62.000 davon konnten namentlich erfasst werden, – über 120.000 konnten noch emigrieren oder fliehen.
Das Mahnmal Aspangbahnhof erinnert an die über 40 Deportationszüge aus Wien mit jeweils tausend jüdischen Wienern vom 20. Oktober 1939 an bis 1942 zu den Konzentrations- und Vernichtungslagern, damals diffus als in den Osten umschrieben, mit Angaben zur Opferzahl. Ab 1943 fuhren diese Züge vom Nordbahnhof (Bf Praterstern) ab. Einzelne Österreicher halfen in der Zeit des Nationalsozialismus jüdischen Mitbürgern, zum Teil unter Einsatz ihres Lebens. Die Gedenkstätte Yad Vashem zeichnete (Stand 1. Januar 2020) 112 Österreicher mit dem Titel eines Gerechten unter den Völkern aus.

### Zweite Republik
Nach Kriegsende lebten in Österreich noch zwischen 2000 und 5000 Juden – etwa 1000 bis 2000 davon überlebten den Krieg in Wien als Mitglieder des Ältestenrates der Israelitischen Kultusgemeinde Wien, in „geschützten Ehen“ oder als „U-Boote“. Die übrigen konnten in Konzentrationslagern überleben.
Besonders vom streng orthodoxen Judentum war fast nichts mehr übrig. Die Israelitische Kultusgemeinde (IKG), die im April 1945 aus dem von den Nazis installierten Ältestenrat neu entstanden war, hatte vor allem das Ziel, Alte und Kranke zu betreuen und den wenigen Rückkehrern aus Exil und Lagern bei der Eingliederung zu helfen. Überzeugt davon, dass in Wien keine jüdische Gemeinde mehr entstehen würde, hatten alle Handlungen provisorischen Charakter: gebetet wurde in einem kleinen Raum oberhalb des geschlossenen Stadttempels, Grundstücke wurden an die Gemeinde Wien verkauft, das Archiv der IKG 1952 nach Jerusalem gebracht.
Gleichzeitig kamen Überlebende aus den befreiten KZs und Flüchtlinge aus den neuen kommunistischen Diktaturen in Polen, Ungarn und Rumänien nach Wien, die ihre Heimat durch den Nationalsozialismus verloren und wegen des Kommunismus nicht in ihre Herkunftsländer zurückkehren konnten, sogenannte Displaced Persons. Viele von ihnen betrachteten Wien als Tor zum Westen, als Zwischenstopp auf dem Weg nach Palästina oder die USA. Bis 1955 lebten zwischen 250.000 und 300.000 jüdische Displaced Persons in DP-Lagern in Österreich, die vor allem vom American Jewish Joint Distribution Committee versorgt wurden. Das größte DP-Lager in Österreich war im ehemaligen Rothschild-Spital am Gürtel untergebracht. Etwa 3000 dieser Neuzuwanderer blieben in Wien und bauten sich eine neue Existenz auf, die meisten von ihnen als Textilhändler in den leerstehenden Lokalen der Vertriebenen. Neben Wien bildeten sich israelitische Kultusgemeinden auch in Graz, Linz, Salzburg und Innsbruck.
Auch die meisten dieser Flüchtlinge hatten während der Verfolgung den Kontakt zur Religion verloren. Bis in die 1980er-Jahre gab es in Wien nur wenige Juden (meist Zuwanderer aus Belgien und USA), die mit Schläfenlocken und Kaftan als Orthodoxe auf der Straße deutlich erkennbar waren.
Nach dem ungarischen Volksaufstand 1956 flüchteten 17.000 Juden aus Ungarn nach Österreich. 1972 erhielt Österreich mit dem Österreichischen Jüdischen Museum in Eisenstadt das erste jüdische Museum nach 1945. 1975 begann sich in Wien die Bucharische Gemeinde zu konstituieren (Sefardisches Zentrum Wien). Seit den 1980er Jahren blüht wieder ein vielfältiges, eigenständiges jüdisches Leben, das durch Schulgründungen, Gemeindezentren, Unterstützungsorganisationen, Sportvereine, zahlreiche kulturelle Aktivitäten etc. gekennzeichnet ist. Eine der Hauptaufgaben des 1980 gegründeten Jewish Welcome Service ist die Aussöhnung zwischen den während der NS-Herrschaft in Österreich vertriebenen Juden und österreichischen Nichtjuden sowie die Herbeiführung eines besseren Verständnisses zwischen Juden und Nichtjuden.
1972 wurde das Maimonides-Zentrum, Wiens jüdisches Altersheim, am Standort des 1942 enteigneten Mädchenpensionats, ausgebaut.
1980 konnte eine Volksschule wiederbegründet werden, anfangs in der Seitenstettengasse, die 1988 wieder in die Castellezgasse zog und auch eine AHS-Oberstufe erhielt. Im Herbst 2008 übersiedelte diese Zwi Perez Chajes-Schule von der Castellezgasse in die Simon-Wiesenthal-Gasse neben dem Messezentrum am Prater. Diese Schule gehört dort einem Komplex aus jüdischem Kindergarten, Volksschule und Gymnasium für rund 600 Kinder an und befindet sich nahe dem im März 2008 wiedereröffneten Hakoah-Sportzentrum im Prater, einem Bildungszentrum und einem Pensionistenheim (ZPC-Campus).
Seit 1990 existiert die liberale Gemeinde Or Chadasch. Die ab 1991 beginnende Zuwanderung Jüdischstämmiger aus dem Gebiet der ehemaligen Sowjetunion hat die zahlenmäßig schwache jüdische Gemeinde gestärkt. 1989 wurde das Jüdische Institut für Erwachsenenbildung an der Volkshochschule eingerichtet. 1992 eröffnete das Sefardische Zentrum Tempelgasse offiziell, und 1993, auf Initiative von Helmut Zilk, das Jüdische Museum Wien. 1994 wurde das von Alexander Friedmann geleitete „Psychosoziales Zentrum“ ESRA (deutsch „Hilfe“) eröffnet. 1997 wurde am Innsbrucker Landhausplatz das Pogromdenkmal zum Gedenken an die Opfer der Novemberpogrome 1938 errichtet.
Die orthodoxe Lauder Chabad eröffnete 1997 die Jüdische Pädagogische Akademie für Lehrerbildung (PÄDAK), 1999 ein Schulzentrum beim Augarten (Lauder Chabad Campus), und 2003 (akkreditiert 2007) die Lauder Business School, die erste jüdische Hochschule der österreichischen Geschichte, in Döbling. 1998 wurde das Institut für jüdische Geschichte Österreichs (INJOEST) in St. Pölten in Kooperation mit der Uni Wien und das Jüdische Berufliche Bildungszentrum (JBBZ), eine europaweit einzigartige umfassende Berufsvorbereitungsakademie für Immigranten, eingerichtet, 2000 folgte das Museum Judenplatz. Heute gibt es auch die orthodoxe Lehrerbildungsanstalt, die Wiener Akademie für Höhere Rabbinische Studien, und eine ultra-orthodoxe Talmudschule Machsike Hadass (auch für Mädchen).

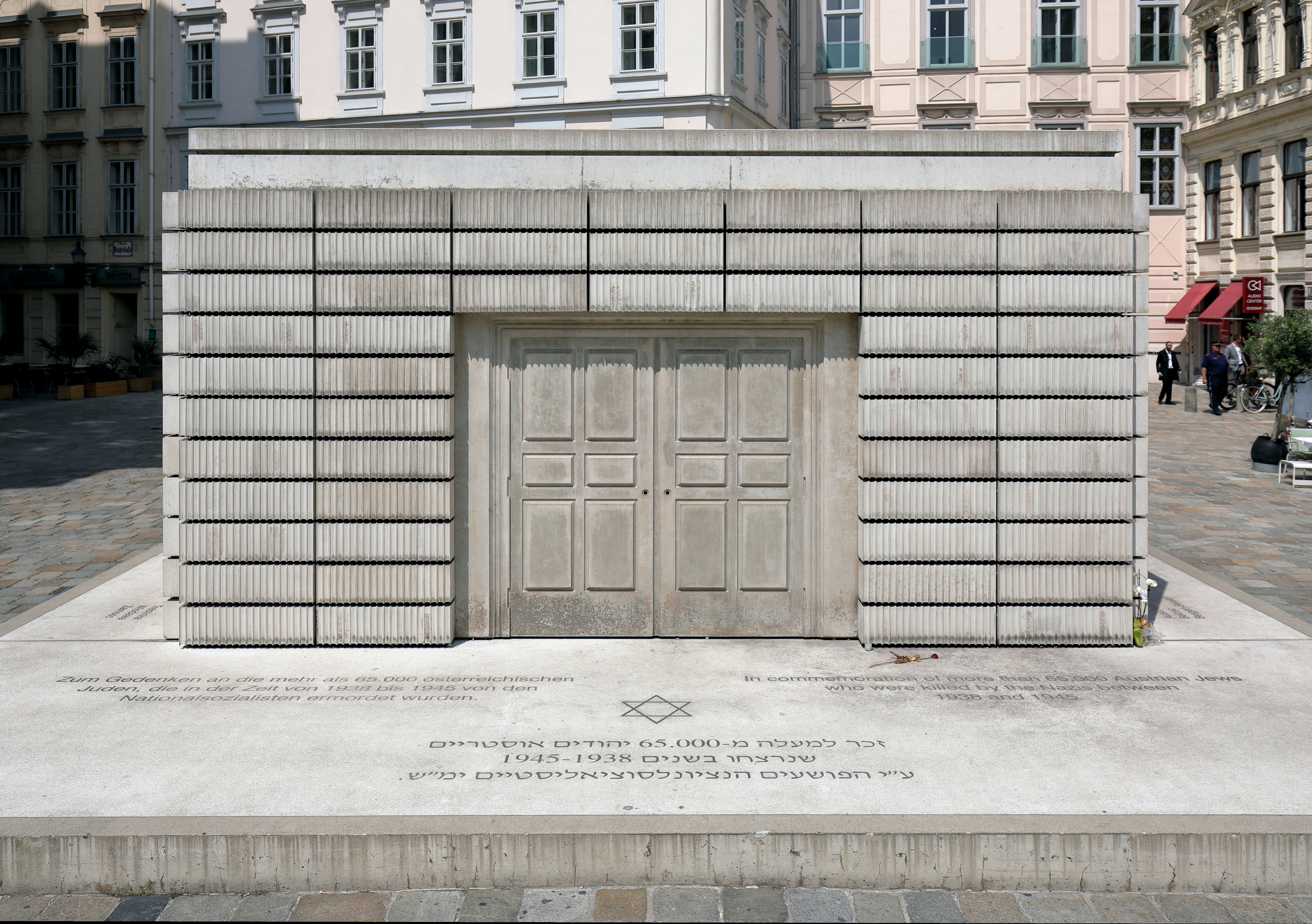
Mahnmal für die Opfer der Shoa

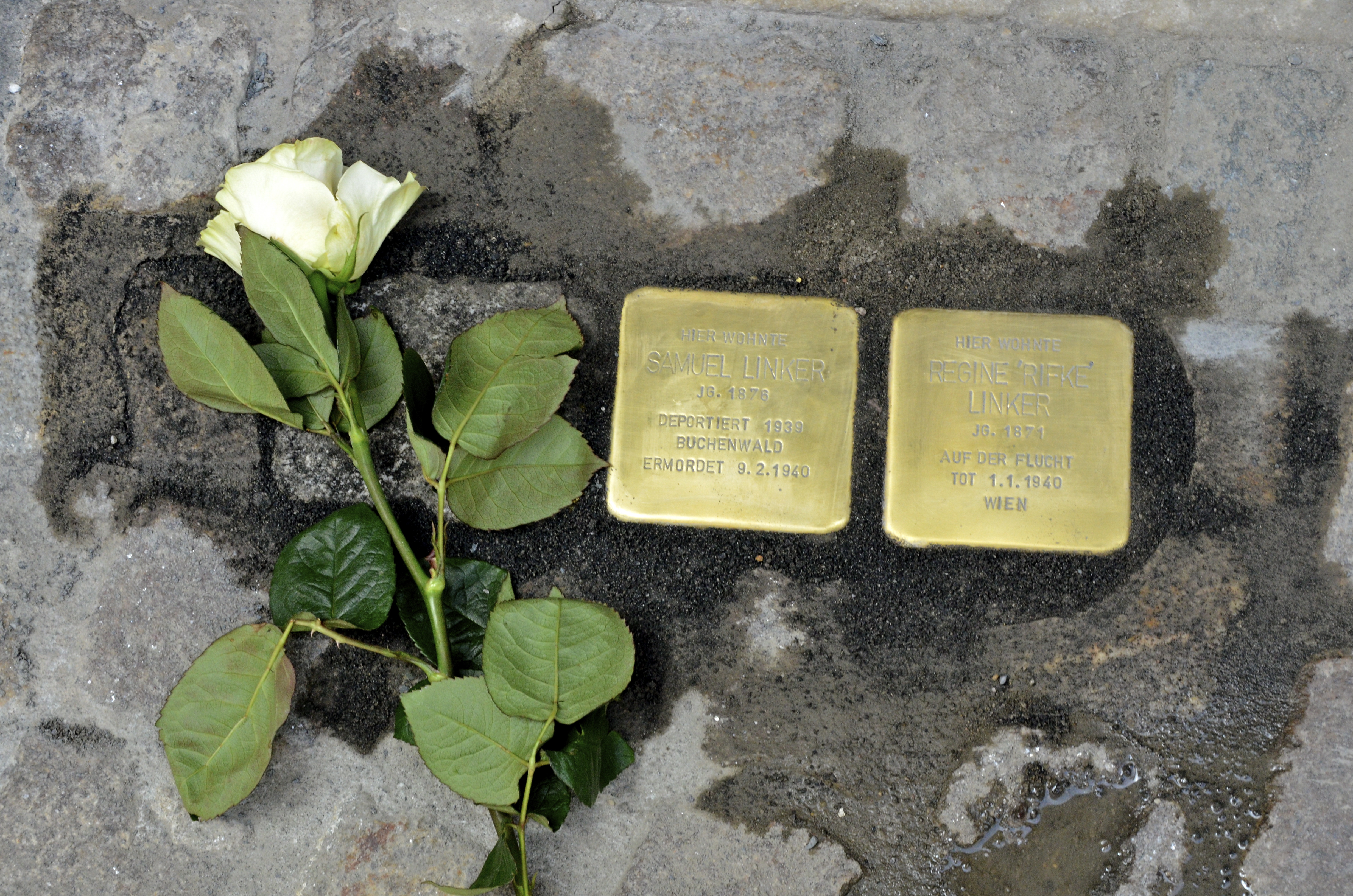
Stolpersteine für ein älteres Ehepaar aus Klagenfurt

Auch öffentliche Zeichen wurden gesetzt:
2000 wurden das Holocaust-Mahnmal von Rachel Whiteread auf dem Judenplatz enthüllt. Im August 2006 wurden in Mödling erstmals Stolpersteine für österreichische Opfer der Shoah-Opfer verlegt, darunter für die im Alter von 11 Jahren ermordete Hedy Blum und ihre Mutter. In den Folgejahren wurden mehrere Hundert Stolpersteine in der Stadt Salzburg, in Graz, Wiener Neustadt, Neunkirchen, Klagenfurt, Hohenems, Hallein und weiteren Orten verlegt.
Bei der Volkszählung 2001 (der letzten, in der die Religionszugehörigkeit amtlich erfasst wurde) wurden 8140 Juden in Österreich gezählt, 6988 davon mit Wohnsitz in Wien. Die IKG Wien geht jedoch von rund 15.000 Juden in Österreich aus, manche Angaben sprechen auch von bis zu 20.000.
2008 gab es in Wien vier koschere Lebensmittelläden, zwei Bäckereien, vier Fleischhauer, vier Restaurants, zwei Imbissstuben, zwei Catering-Firmen und eine jüdische Buchhandlung – Zeichen eines kleinen, aber funktionierenden jüdischen Alltagslebens.

#### Hamas-Massaker am 7. Oktober 2023 und Folgewirkungen
Die Folgen des Terrorangriffs der Hamas auf Israel waren auch in Österreich spürbar. Am 2. November 2023 wurde am Wiener Heldenplatz ein Lichtermeer gegen Antisemitismus am Heldenplatz veranstaltet. Über 20.000 Menschen waren der Einladung der Israelitischen Kultusgemeinde (IKG) Wien und der zivilgesellschaftliche Initiative „#YesWeCare“ in der Wiener Innenstadt gefolgt. Oskar Deutsch, Präsident der IKG, verglich die Angriffe der Hamas auf Israel am 7. Oktober mit den Terroranschlägen vom 11. September 2001 auf das World Trade Center, den islamistischen Terroranschläge am 13. November 2015 in Paris sowie dem Attentat auf die französische Satirezeitschrift „Charlie Hebdo“ im Jänner desselben Jahres. „Es war das grausamste Massaker an Jüdinnen und Juden, das die Welt nach 1945 gesehen hat“, so Deutsch. „Hier gibt es keinen Kontext: Es sind Verbrechen der grausamsten Art.“ „Wie gut es tut, die Fahne Israels zu sehen, das attackiert wird!“, sagte der Schriftsteller Doron Rabinovici über die hochgehaltene Fahne. „Es geht der Hamas nicht nur um die Freipressung ihrer Judenmörder. Es geht ihr um Judenhass, es geht ihr um antisemitische Hetze weltweit“, meinte der Autor. Den meisten Reden war gemein, dass sie mit den Worten „Bring them home now“ („Bringt sie sofort nach Hause“) endeten – gleichermaßen ein Aufruf an die Hamas, die Geiseln freizulassen, wie der Name einer Initiative.
Der Antisemitismus-Jahresbericht der Meldestelle der IKG vom März 2024 zeigte auf, dass sich die Anzahl antisemitischer Vorfälle seit dem Hamas-Terrorangriff in Österreich vom 7. Oktober bis 31. Dezember 2023 auf durchschnittlich 8,31 pro Tag verfünffacht hat. Gemäß dem Bericht lag die Gesamtzahl der gemeldeten Vorfälle im Jahr 2023 bei 1.147, womit ein neuer Negativrekord aufgestellt wurde. Laut IKG-Aussendung stellt das „genozidale Massaker“ einen „dramatischen Wendepunkt“ dar. Allein im Oktober wurden 200, im November 226 und im Dezember 294 Fälle gemeldet, wodurch in diesem Zeitraum mehr als im ganzen Jahr 2022 gemeldet wurden, wo die Zahl bei 719 lag. Mit 536 Fällen sind Massenzuschriften, vorwiegend im Zusammenhang mit dem Nahost-Konflikt, die häufigste Form, gefolgt von 426 Fällen von verletzendem Verhalten. Aufgrund der vermehrten Attacken seit dem Hamas-Terrorangriff würden viele Jüdinnen und Juden aus Angst keine religiösen Symbole in Österreich mehr tragen.
Im Mai 2024 beim Gedenken an die Opfer der Shoah und die Befreiungsfeier im Konzentrationslager Mauthausen verurteilte die IKG die Verhöhnung der Opfer zur Aktivismus. Sie bezeichnete die Störaktion mit einer palästinensischen Fahne während der Gedenkzeremonie als Provokation und verwies auf Großmufti Mohammed Amin al-Husseini, der mehrmals mit Adolf Hitler zusammentraf, unter anderem in einem Konzentrationslager. Die IKG kritisierte die Geschichtsverdrehung und Grenzüberschreitung auf Kosten von Millionen von Opfern und ein zunehmend judenfeindliches Klima in Österreich. Anlässlich des ersten Jahrestages vom 7. Oktober fand in Wien ein „Palästina-Kongress“ statt, wobei neben umstrittenen Persönlichkeiten auch die BDS-Bewegung beteiligt war, die in Österreich offiziell als antisemitisch eingestuft wird. Die Veranstaltung wurde von der IKG als „unerträgliche Provokation“ kritisiert und fand trotz einer kurzfristigen Verlegung auf Druck der Stadtregierung in Wien statt. Die Polizei erklärte, dass es „keine rechtliche Handhabe“ gebe. Die Organisatoren der Veranstaltung hatten dasselbe Impressum wie die Liste Gaza. Die Gruppierung forderte im Juli 2024 öffentlich Beweise für zu Vergewaltigungen durch Hamas-Terroristen in einem Post auf der  Plattform X: „Gut, dann zeigen Sie mir ein einziges Video oder Foto das nachweislich vom 7.10. ist und eine Vergewaltigung zeigt! Nein, Berichte zählen nicht, sagen können Menschen viel und Israel manipuliert Menschen ganz hervorragend. Zeigen Sie mir einen Beweis, der auch vor Gericht besteht“. Benjamin Nägele von der Israelitischen Kultusgemeinde warnte vor dem Kongress: „Da ist ein Event des Hasses geplant und das ist brandgefährlich. Personen, die dort auftreten sollen, hießen wiederholt den Terror gegen Juden gut und verbreiten bis heute unentwegt die Speaking Points der Hamas.“ Die umstrittene Veranstaltung fand trotz einer kurzfristigen Verlegung auf Druck der Stadtregierung letztendlich in Wien statt. Die Polizei erklärte, dass es „keine rechtliche Handhabe“ gebe. Im ersten Halbjahr 2024 habe laut der Angabe der Antisemitismus-Meldestelle der IKG insgesamt 808 Meldungen gegeben, was einer Zunahme um rund 160 Prozent im Vergleich zum ersten Halbjahr 2023 entspreche. Vor allem israelbezogener Antisemitismus habe seit dem Hamas-Massaker zugenommen. 255 der gemeldeten antisemitischen Vorfälle ordnete die Meldestelle Personen oder Organisationen zu, die „weltanschaulich oder religiös dem Islam zuzuordnen sind“. 225 waren demnach politisch links motiviert und 116 politisch rechts. 212 antisemitische Vorfälle konnten nicht eindeutig kategorisiert werden. IKG-Präsident Deutsch warnte vor einer Gewöhnung von Antisemitismus in all seinen Erscheinungsformen. IKG-Generalsekretär Nägele sprach von einem „enthemmten Antisemitismus“, dem Jüdinnen und Juden seit dem 7. Oktober ausgesetzt seien.
Laut der Bundesregierung sind 38 von 41 Punkte der Nationalen Strategie gegen Antisemitismus zum Schutz des jüdischen Lebens in Österreich zwischen 2020 und 2024 umgesetzt worden. Unter anderem wurde ein Gesetz über die Absicherung des österreichisch-jüdischen Kulturerbes wurde beschlossen, im Bundeskanzleramt außerdem eine Abteilung zur Förderung dieses Kulturerbes und zur Antisemitismusbekämpfung eingerichtet, diese ist Bestandteil von Integrationskursen. Die Erfassung antisemitischer Vorfälle wurde zudem ebenfalls intensiviert. Der IKG-Präsident Oskar Deutsch lobte die Maßnahmen. Er sieht jedoch kaum Fortschritte, den Antisemitismus einzudämmen und sprach von einer rechten, einer linken und einer muslimischen Ausprägung. Im Rahmen der Verleihung des Großen Goldenen Ehrenzeichens der Republik erklärte IKG-Präsident Deutsch im Jänner 2025, dass seine Freude getrübt sei, weil „wir es seit dem 7. Oktober mit viel Hass auf den Straßen zu tun haben. Hass, der sich als Israel-Bashing auf den Straßen abspielt“. Außerdem kritisierte er im Namen der Kultusgemeinde die laufenden Koalitionsverhandlungen der ÖVP mit der FPÖ scharf und äußerte seine Sorgen in Bezug auf „die liberale Demokratie, Meinungsfreiheit, Medien“.